# Nadine Nurasyid
Nadine Nurasyid (Monaco di Baviera, 13 maggio 1986) è un'ex giocatrice di football americano e allenatrice di football americano tedesca che ha giocato come safety.